# Apple III
El Apple III (frecuentemente escrito como apple ///) fue un ordenador personal diseñado, fabricado y comercializado por Apple Computer. Fue lanzado en mayo de 1980 y descatalogado el 24 de abril de 1984, tras devenir en el primer gran fracaso comercial de Apple. Su predecesor, el célebre Apple II, fue diseñado por Steve Wozniak cofundador de Apple. Creado como un equipo para el mercado de negocios empresariales, el equipo que diseñó el Apple III comenzó a trabajar a finales de 1978 bajo la dirección del Dr. Wendell Sander. Tuvo como nombre en código Sara, el nombre de la hija de Sander.

## Características de 1980

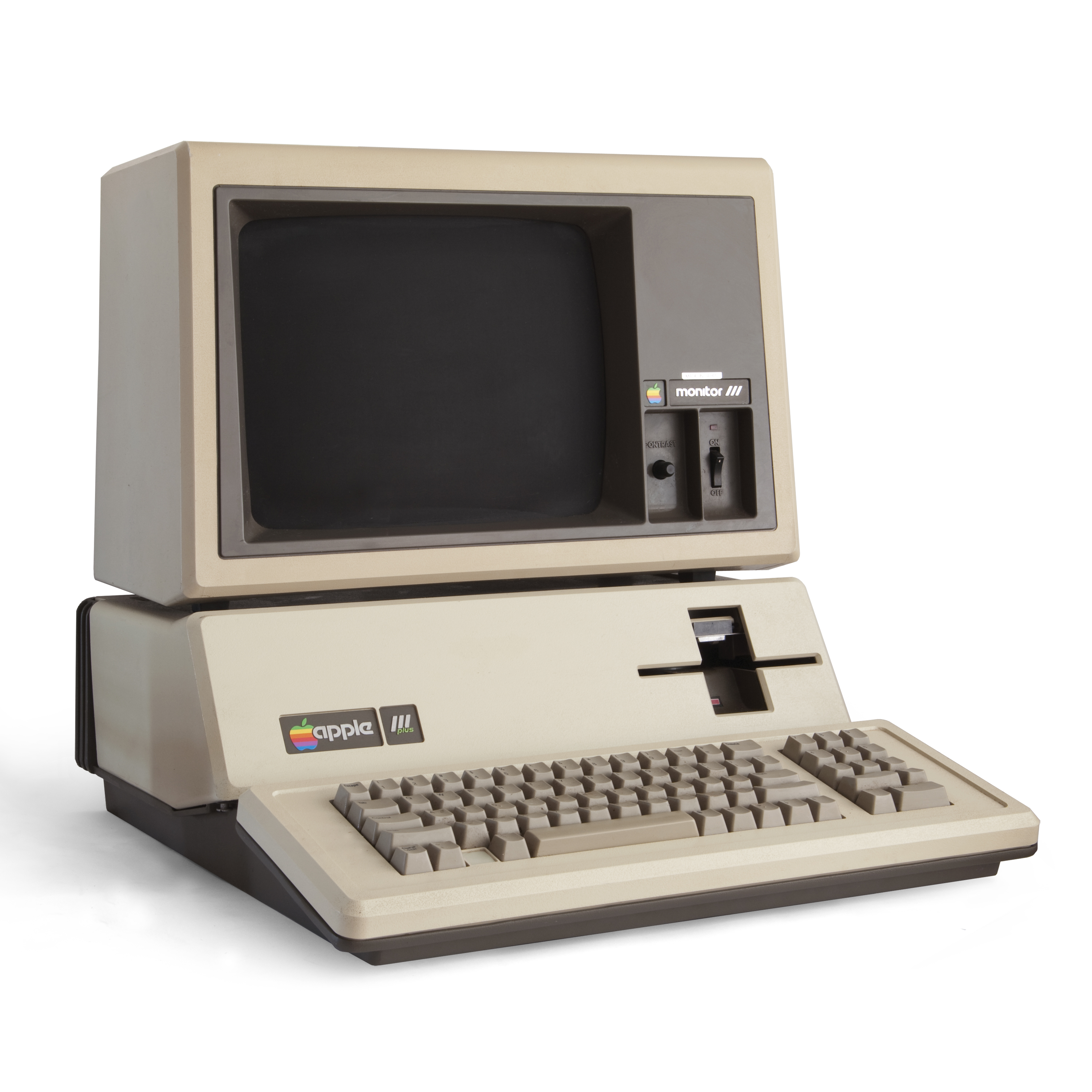
Apple III+

Estaba dotada de un microprocesador de 8 bits Synertek 6502A a 2 MHz (el doble de la velocidad del Apple II), un máximo de 128 KiB de memoria RAM, teclado incorporado y una disquetera interna fabricada por Shugart, de 143 kB para discos flexibles de 5,25 pulgadas. Contaba con cuatro ranuras internas que aceptaban tarjetas para Apple II y era posible además conectarle periféricos adicionales a través de los dos puertos serie incorporados en la parte posterior.
Apple III fue vendido en dos configuraciones diferentes que variaban entre los US$3495 (equivalente a $14 672 en 2023) y los US$3815 (equivalente a $16 016 en 2023) (el primero traía 128 KiB de RAM y el segundo venía con monitor). Originalmente se prometió lanzar el Apple III en julio de 1979, pero su producción estuvo plagada de problemas durante todo el verano y parte del otoño. El problema de Apple III parecía ser que las placas y los circuitos estaban alojados en espacios demasiado pequeños, con inexistente ventilación, dando como resultado un sobrecalentamiento. Cuando el ordenador se encendía y se comenzaba a trabajar con él, los chips se sobrecalentaban y se movían de sus ranuras, punto éste en que el ordenador fallaba.
El modelo fue lanzado en mayo de 1980. El 9 de noviembre de 1983 se lanzó una versión mejorada, Apple III Plus, al precio de 3000 dólares, que solucionaba los problemas de hardware de la III, incluía 256 KiB de memoria y presentaba un teclado al estilo de la Apple IIe. Pero para entonces la Apple III ya había adquirido una reputación negativa y el mercado empresarial estaba moviéndose rápidamente hacia el IBM PC. El 24 de abril de 1984 Apple abandonó su producción.

## Los primeros ordenadores Apple
Primeros computadores Apple
- Apple I
- Apple II
- Apple III

Otros computadores de la época
- Apple II
- TRS-80
- Commodore VIC-20
- IBM PC

Empresa Apple Computer
- Apple Computer